# Formation de Doushantuo
La Formation de Doushantuo est une formation géologique fossilifère située dans la province de Guizhou dans la sud de la Chine. Les couches de cette formation sont réputées pour être parmi les plus anciennes renfermant des microfossiles exceptionnellement bien préservés, selon un mode de conservation particulier de remplacement des tissus organiques par du phosphate : la « phosphatisation ».
La formation est particulièrement intéressante car elle couvre la frontière entre les organismes problématiques de la période géologique de l'Édiacarien et la faune plus familière de l'explosion cambrienne de formes de vie dont les descendants sont reconnaissables. Pris dans leur ensemble, les dépôts de la Formation de Doushantuo couvrent une période depuis environ 635 Ma (millions d'années) à leur base à environ 551 Ma à leur sommet.